# N. P. van Wyk Louw

N. P. van Wyk Louw

Nicolaas Petrus van Wyk Louw (n. 11 iunie 1906, Sutherland⁠(d), Northern Cape, Africa de Sud – d. 18 iunie 1970, Johannesburg, Africa de Sud) a fost un poet și dramaturg sud-african de limbă afrikaans.
Creația sa este dominată de oscilarea între senzualism și erotism, între estetism și speculația filozofică.
A scris o lirică de confesiune erotică sau pe motive livrești, furnizate de condiția ontologică a civilizației occidentale contemporane, ori de meditație asupra destinului istoric uman din perspectivă cosmică și cultul platonic pentru frumos.
A scris și drame alegorice cu preferință pentru motivele istorice și eseuri critice.

## Scrieri
- 1935: Alleenspraak ("Solilocviu")
- 1937: Die halwe kring ("Semicercul")
- 1938: Die dieper rag ("Dreptul cel mai temeinic")
- 1941: Raka
- 1952: Dias
- 1954: Nuwe verse ("Versuri noi")
- 1956: Germanicus
- 1962: Tristia.